# Območna liga 1981-1982
L'edizione 1981-1982 della Območna liga vide le promozioni di Tabor Sežana e Kovinar Maribor.
Si trattava della seconda serie slovena (la quarta nella piramide calcistica jugoslava). Območna liga significa letteralmente "lega regionale", ma in realtà si trattava più propriamente di una lega interregionale, essendo suddivisa in due soli gironi (Slovenia occidentale e orientale), mentre le regioni statistiche della Slovenia sono dodici.

## Girone ovest
|                | Pos. | Squadra      | Pt | G  | V  | N | P  | GF | GS | DR  |
| -------------- | ---- | ------------ | -- | -- | -- | - | -- | -- | -- | --- |
|                | 1.   | Tabor Sežana | 27 | 18 | 13 | 1 | 4  | 37 | 14 | +23 |
|                | 2.   | Litija       | 23 | 18 | 10 | 3 | 5  | 32 | 20 | +12 |
|                | 3.   | Vozila       | 22 | 18 | 9  | 4 | 5  | 27 | 18 | +9  |
|                | 4.   | Elan         | 22 | 18 | 9  | 4 | 5  | 34 | 28 | +6  |
|                | 5.   | Bela Krajina | 20 | 17 | 9  | 2 | 6  | 29 | 23 | +6  |
|                | 6.   | Jesenice     | 18 | 17 | 8  | 2 | 7  | 33 | 33 | 0   |
|                | 7.   | Šoštanj      | 18 | 18 | 6  | 6 | 6  | 27 | 27 | 0   |
|                | 8.   | Kočevje      | 12 | 18 | 4  | 4 | 10 | 24 | 32 | -8  |
|                | 9.   | Domžale      | 11 | 18 | 3  | 5 | 10 | 27 | 46 | -19 |
|                | 10.  | Piran        | 5  | 18 | 1  | 3 | 14 | 16 | 47 | -31 |
| Fonte: dlib.si |      |              |    |    |    |   |    |    |    |     |

Legenda:
      Promosso in Slovenska republiška liga 1982-1983.
      Retrocesso nella divisione inferiore.
Note:
Due punti a vittoria, uno a pareggio, zero a sconfitta.
Manca il risultato del recupero tra Bela Krajina e Jesenice.

## Girone est
|                | Pos. | Squadra         | Pt | G  | V  | N | P  | GF | GS | DR  |
| -------------- | ---- | --------------- | -- | -- | -- | - | -- | -- | -- | --- |
|                | 1.   | Kovinar Maribor | 26 | 18 | 11 | 4 | 3  | 35 | 15 | +20 |
|                | 2.   | Kladivar Celje  | 23 | 18 | 10 | 3 | 5  | 42 | 21 | +21 |
|                | 3.   | Zagorje         | 21 | 18 | 9  | 3 | 6  | 26 | 20 | +6  |
|                | 4.   | Steklar         | 21 | 18 | 8  | 5 | 5  | 23 | 19 | +4  |
|                | 5.   | Elkroj Mozirje  | 20 | 18 | 6  | 8 | 4  | 30 | 21 | +9  |
|                | 6.   | Fužinar         | 20 | 18 | 8  | 4 | 6  | 26 | 33 | -7  |
|                | 7.   | Dravograd       | 15 | 18 | 5  | 5 | 8  | 25 | 25 | 0   |
|                | 8.   | Ljutomer        | 14 | 18 | 4  | 6 | 8  | 18 | 37 | -19 |
|                | 9.   | Brežice         | 13 | 18 | 5  | 3 | 10 | 21 | 34 | -13 |
|                | 10.  | Pragersko       | 7  | 18 | 1  | 5 | 12 | 17 | 46 | -29 |
| Fonte: dlib.si |      |                 |    |    |    |   |    |    |    |     |

Legenda:
      Promosso in Slovenska republiška liga 1982-1983.
      Retrocesso nella divisione inferiore.
Note:
Due punti a vittoria, uno a pareggio, zero a sconfitta.